# Kembujeh
Kembujeh (Schreibvarianten: Kambujae, Kembujae, Kembujay oder Kembuji) ist eine Ortschaft im westafrikanischen Staat Gambia.
Nach einer Berechnung für das Jahr 2013 leben dort etwa 4028 Einwohner, das Ergebnis der letzten veröffentlichten Volkszählung von 1993 betrug 1988.

## Geographie
Kembujeh liegt in der West Coast Region, Distrikt Kombo Central, rund 3,5 Kilometer westlich von Brikama, an der Straße nach Jambajeli.

## Geschichte
Die Besiedlung des Gebiets von Kembujeh begann 1959 im Auftrag von Sanjally Bojang. Das Land gehörte der Familie Suma Kunda aus dem benachbarten Brikama, die das Land landwirtschaftlich nutzte. Einen weiteren Teil des Landes kontrollierte Mansaring Suu aus Brikama. Die Siedlung sollte zunächst den Namen Misira erhalten, der Name Kembujeh – der schon älteren Ursprung sei – setzt sich jedoch durch. Die Namensherkunft von Kembujeh konnte nicht geklärt werden.

## Kultur
Das Land von Kembujeh war schon vor seiner Besiedlung als Platz afrikanischer Riten bekannt. Es werden die Kultplätze Nyani Berre, Kulunbata Manpata, Bareng Baa und Makasutu aufgezählt.